# Рассел, Уильям, лорд Рассел
Уильям Рассел (англ. William Russell; 29 сентября 1639 — 21 июля 1683, Лондон, Королевство Англия) — английский аристократ и политик, сын 5-го графа Бедфорда. Заседал в Палате общин и в Тайном совете, был одним из лидеров «Партии страны» — предшественницы партии вигов. Выступал против передачи престола после смерти Карла II его брату-католику Якову, из-за чего был обвинён в государственной измене, приговорён к смерти и обезглавлен. Сын Уильяма Ризли стал после смерти деда 2-м герцогом Бедфордом.

## Биография
Уильям Рассел принадлежал к аристократическому роду, представители которого владели землями на юго-западе Англии и с 1395 года избирались в Палату общин от Дорсета. Расселы возвысились на королевской службе при первых Тюдорах и расширили владения в Девоне и Бедфордшире в ходе Реформации, благодаря чему с 1539 года носили титул барона Рассела и с 1550 — титул графа Бедфорда. Уильям родился в 1639 году и стал вторым сыном Уильяма Рассела (с 1641 года 6-го барона и 5-го графа) и его жены Энн Карр. Он получил частное образование, окончил Тринити-колледж в Кембридже, в 1656—1660 годах путешествовал по Франции, Германии и Швейцарии вместе со своим старшим братом Фрэнсисом. Последний рано стал инвалидом, так что Уильям-младший получил неформальный статус наследника.
В 1660 и 1661 годах Рассел избирался в Палату общин от Тавистока. В первые годы он не принимал заметного участия в работе парламента и поддерживал правительство, но в 1673 году из-за очередной войны с Голландией произошёл его переход в оппозицию. Рассел был уверен, что союз с католической Францией против протестантской Голландии вреден и для английской нации, и для религии. Он открыто критиковал короля Карла II и его окружение, требовал отстранить от престолонаследия младшего брата Карла, католика Якова, действуя в интересах королевского бастарда Монмута. В 1678 году, после смерти своего старшего брата, Уильям официально стал наследником графского титула и соответственно получил титул учтивости лорд Рассел. В 1679 году он дважды, в марте и октябре, избирался в парламент от Бедфордшира, и во втором случае стал фактическим лидером Палаты общин, в 1679—1680 годах заседал в Тайном совете.
После роспуска парламента в 1681 году лорд Рассел отошёл от политики. При этом он продолжал контактировать со своими бывшими союзниками, в том числе с теми, кто решил перейти к более радикальным способам борьбы. В 1683 году Рассела арестовали по обвинению в причастности к Заговору Ржаного дома, участники которого хотели убить Карла II и принца Якова. Он признался, что был осведомлён о планах заговорщиков, но в суде его объявили организатором. На этом основании Рассела приговорили к смерти как изменника, и 21 июля 1683 года он был обезглавлен.
Впоследствии, в 1692 году, отец Уильяма получил титул герцога Бедфорда. После его смерти титул перешёл к сыну Уильяма Ризли.

## Семья
Лорд Рассел был женат на Рэйчел Ризли, дочери Томаса Ризли, 4-го графа Саутгемптона. В этом браке родились трое детей:
- Рэйчел (1673/74 — 1725), жена Уильяма Кавендиша, 2-го герцога Девонширского[7];
- Кэтрин (1676—1711), жена Джона Меннерса, 2-го герцога Ратленда[7];
- Ризли (1680—1711), 2-й герцог Бедфорд[9].